# Шюр Даґестад
Шюр Да́ґестад (норв. Sjur Dagestad; 1961, Осло) — викладач Норвезького університету природничих та технічних наук, спеціаліст у галузі інновацій, співзасновник близько 10 компаній за останні декілька років.

## Короткий життєпис
Шюр працює в галузі інновації з 1988 року. Разом з Томом Одемарком та Маґне Бьоркауґ він став першим переможцем норвезького національного конкурсу винахідників «Reodorprisen» (1994), винайшовши ракету, що запалює полум'я на водному устаткуванні. На початку вересня 2009 року винахідники продали ракети для запалювання на загальну суму близько 200 млн доларів. Цей винахід допоміг нафтовим компаніям спалювати зайвий газ під час виробництва без постійно палаючого смолоскипа. Також Шюр працював головою з розвитку в HTS Hans Torgersen & sønn  AS, був координатором досліджень та інновацій в компанії Teknologibedriftenes Landsforening, директором з розвитку та досліджень в Aura-gruppen та керівником інновацій в Tomra Systems ASA.
У 1993 році Шюр заснував компанію Інноко (Innoco AS). Інноко працює з фірмами, що потребують певних нововведень. З 1994 року Шюр працює позаштатним професором з інновацій в Норвезькому університеті природничих та технічних наук та має науковий ступінь доктора наук.